# Actium formosum
Actium formosum är en skalbaggsart som beskrevs av Albert A. Grigarick och Schuster 1971. Actium formosum ingår i släktet Actium och familjen kortvingar. Inga underarter finns listade i Catalogue of Life.